# Kevin McNally
Kevin Robert McNally, född 27 april 1956 i Bristol, är en brittisk skådespelare. McNally har bland annat medverkat i Pirates of the Caribbean-serien och De-lovely.

## Filmografi i urval
- 1976 – Jag, Claudius (TV-serie)
- 1976 – De överlevande (TV-serie)
- 1977 – Älskade spion
- 1980 – The Long Good Friday
- 1982 – Vi möts igen (TV-serie)
- 1982 – Enigma
- 1984 – Doctor Who (TV-serie)
- 1985 – Affär i Berlin
- 1987 – Ett rop på frihet
- 1991 – Bottom (TV-serie)
- 1992 – Stalin
- 1995 – A Bit of Fry and Laurie (TV-serie)
- 1997 – Spiceworld
- 1998 – Sliding Doors
- 1999 – Morden i Midsomer (TV-serie)
- 1999 – Entrapment
- 2001 – Konspirationen
- 2002 – Spooks (TV-serie)
- 2003 – Johnny English
- 2003 – Pirates of the Caribbean: Svarta Pärlans förbannelse
- 2004 – De-lovely
- 2004 – Fantomen på Operan
- 2005 – Bloodlines (TV-serie)
- 2005 – Irish Jam
- 2006 – Pirates of the Caribbean: Död mans kista
- 2006 – Scoop
- 2007 – Life on Mars (TV-serie)
- 2007 – Pirates of the Caribbean: Vid världens ände
- 2008 – Tuesday
- 2008 – Valkyria
- 2010 – Morden i Midsomer (TV-serie)
- 2011 – CSI: Crime Scene Investigation (TV-serie)
- 2011 – Pirates of the Caribbean: I främmande farvatten
- 2012 – Hamilton – I nationens intresse
- 2012 – Supernatural (TV-serie)
- 2012 – Burn Notice (TV-serie)
- 2012 – Assassin's Creed III (röst i TV-spel)
- 2012 – The Raven
- 2013 – Bounty Killer
- 2014–2017 – Turn: Washington's Spies (TV-serie)
- 2015 – Legend
- 2016 – The Man Who Knew Infinity
- 2017 – Pirates of the Caribbean: Salazar's Revenge
- 2018 – Saknad, aldrig glömd (TV-serie)
- 2018 – The ABC Murders (miniserie)
- 2024 – Apartment 7A